# Jodhi May
Jodhi May sinh ngày 1.5.1975) tại London, là nữ diễn viên điện ảnh, truyền hình và sân khấu người Anh.

## Cuộc đời và Sự nghiệp
Sinh tại Camden Town, London, May diễn xuất ngay từ năm 12 tuổi trong phim A World Apart năm 1988. Vai diễn trong phim này đã mang lại cho chị Giải cho nữ diễn viên xuất sắc nhất tại Liên hoan phim Cannes năm 1988, chung với bạn diễn Barbara Hershey và Linda Mvusi. Cho tới nay, chị vẫn là người trẻ nhất đã đoạt giải này.
Ngoại trừ thời gian học ở Wadham College, Oxford, hầu như chị diễn xuất không ngừng trong 2 thập kỷ tiếp theo trên sân khấu, phim và truyền hình Anh.
Các vai diễn nổi tiếng của chị gồm vai Alice Munro trong phim The Last of the Mohicans của đạo diễn Michael Mann, vai Lea Papin trong Sister My Sister; vai Florence Banner trong loạt phim truyền hình Tipping the Velvet do đài BBC chuyển thể, vai hoàng hậu Anne Boleyn trong phim The Other Boleyn Girl năm 2003, và vai Sabina Spielrein trong vở kịch The Talking Cure. May cũng đạo diễn một phim ngắn và viết một kịch bản.

## Danh mục phim
- A World Apart (1988)
- Eminent Domain (1991)
- The Last of the Mohicans (1992)
- Sister My Sister (1994)
- The Scarlet Letter (1995) (voice)
- The Gambler (1997)
- The Woodlanders (1997)
- Warriors (1999)
- Aristocrats (1999)
- The Turn of the Screw (1999)
- The House of Mirth (2000)
- Tipping the Velvet (2002) (TV)
- Daniel Deronda (2002) (TV)
- The Mayor of Casterbridge (2003) (TV)
- The Other Boleyn Girl (2003) (TV)
- On a Clear Day (2005)
- Friends and Crocodiles (2006) (TV)
- The Amazing Mrs Pritchard (2006) (TV)
- Nightwatching (2007)
- Einstein and Eddington (2008) (TV)
- Flashbacks of a Fool (2008)
- Defiance (2008)
- Emma (2009) (TV)